# Volkswiderstandskomitee

Abzeichen des Volkswiderstandskomitees

Das Volkswiderstandskomitee (arabisch لجان المقاومة الشعبية, DMG Liǧān al-muqāwama aš-šaʿbīya; englisch Popular Resistance Committees, PRC) ist eine palästinensische militante Organisation. Von Israel und den USA wird sie als terroristische Organisation eingestuft.
Das Volkswiderstandskomitee wurde Ende 2000 von Jamal Abu Samhadana, einem vorherigen Mitglied der Fatah und der Tanzim, gegründet. Die Bewegung vereint Kämpfer aus den Organisationen Fatah, Hamas, Islamischer Dschihad und den al-Aqsa-Märtyrerbrigaden.

## Vorfälle
Im Juni 2006 wurde der Anführer Jamal Abu-Samhadana von der israelischen Armee durch einen Luftangriff im Gazastreifen getötet. Ihm wurde die Vorbereitung zahlreicher Anschläge und Terrorakte mit vielen Toten vorgeworfen.
Am 25. Juni 2006 töteten Mitglieder der Organisation bei einem Angriff auf einen Militärposten in der Nähe von Kerem Schalom zwei israelische Soldaten und verschleppten Gilad Schalit. Als Antwort darauf startete die israelische Armee die Operation Sommerregen.
Der Anführer Kamal al-Nairab sowie der militärische Kommandeur wurden im August 2011 durch einen israelischen Angriff getötet.
Am 10. März 2012 wurde der Generalsekretär der Organisation, Zohair al-Qaisi, und elf weitere Terroristen durch israelische Drohnenangriffe bei Gaza-Stadt getötet. Der Islamische Dschidad gab an, dass sich darunter zehn Kämpfer ihrer al-Quds-Brigaden befanden. Die israelischen Streitkräfte reagierten auf den Beschuss israelischen Territoriums durch zwei Mörsergranaten von Gaza aus, einige Stunden zuvor. Ferner wurde erklärt, al-Qaisi sei der Kopf hinter der Attentatsserie 2011 nahe der israelisch-ägyptischen Grenze, bei der 10 Attentäter und 5 ägyptische Soldaten starben. Als Vergeltung feuerten die Palästinenser mehrere Dutzend Raketen nach Israel.